# Rossosch
Rossosch (russisch Россошь) ist eine russische Stadt mit 62.865 Einwohnern (Stand 14. Oktober 2010) in der Oblast Woronesch. Sie liegt in der Nähe der ukrainischen Grenze, rund 210 km südlich der Gebietshauptstadt Woronesch, am linken Ufer der Tschornaja Kalitwa (Flusssystem des Don). Die nächstgelegene Stadt ist Pawlowsk, die sich ebenfalls in der Oblast Woronesch 46 km nordöstlich von Rossosch befindet.

## Geschichte

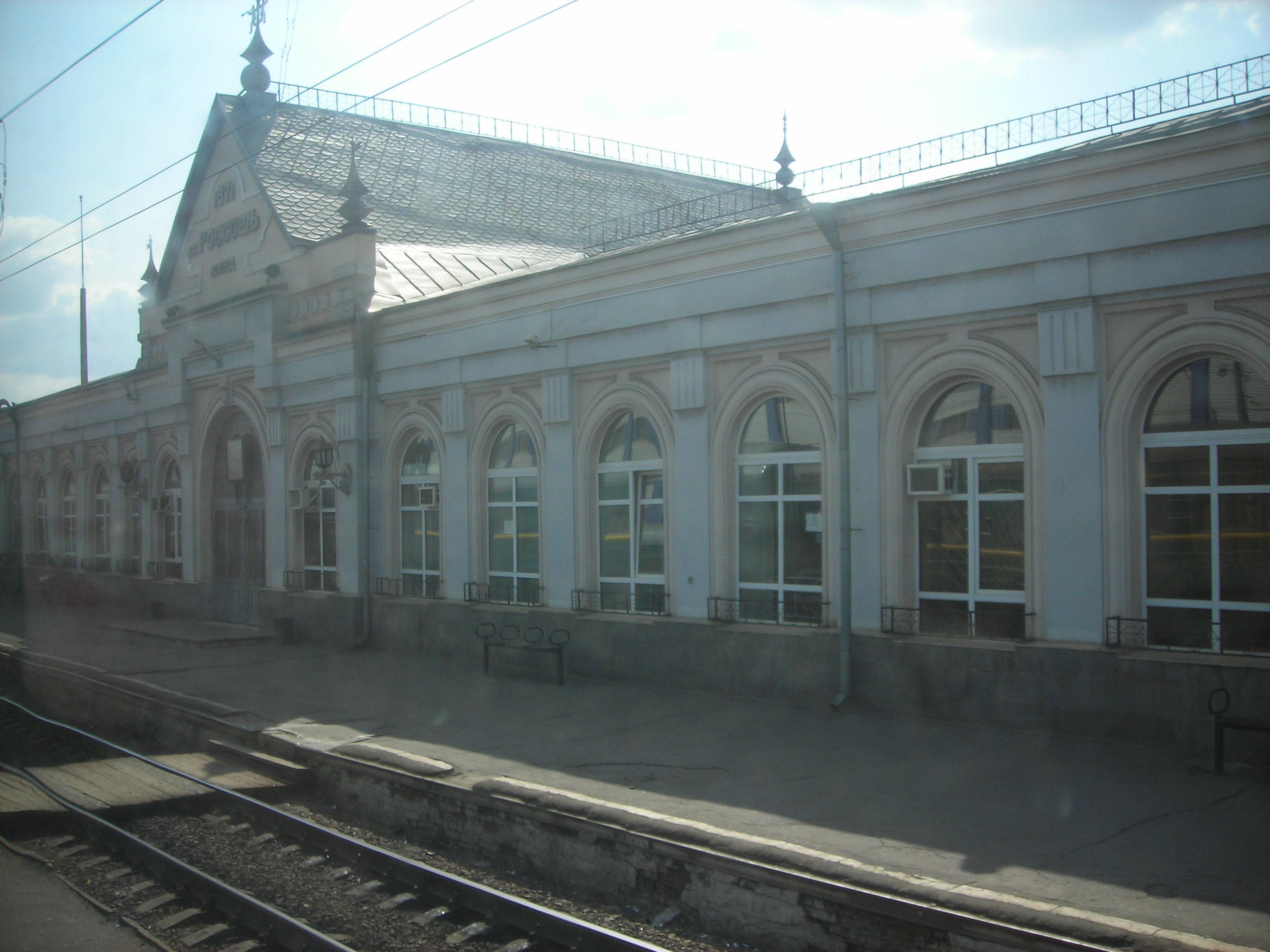
Bahnhof Rossosch

Ende des 16. Jahrhunderts wurde die südrussische Steppe von Zar Peter dem Großen erobert, zur Absicherung gegen Angriffen wurden Dörfer gegründet, darunter auch Rossosch, das 1721 das erste Mal urkundlich erwähnt wird. Bis ins 19. Jahrhundert hinein war Rossosch ein Dorf, das in den 1850er-Jahren etwa 5500 Einwohner zählte.
Im späteren 19. Jahrhundert entwickelte sich der Ort, insbesondere nach der Fertigstellung der Eisenbahn von Woronesch nach Rostow am Don im Jahre 1871, zu einem lokalen Zentrum für Handel mit landwirtschaftlichen Erzeugnissen. Wenig später begann hier mit dem Bau einer Zuckerfabrik die Industrialisierung.
Während des Zweiten Weltkriegs fand im Januar 1943 im Bereich Ostrogoschsk/Rossosch eine erfolgreiche Offensive der Roten Armee gegen die deutsche Wehrmacht statt. Zuvor war die Stadt zeitweise unter deutscher Kontrolle und wurde bei zahlreichen Luftangriffen, die vor allem den hiesigen Eisenbahnknoten treffen sollten, stark beschädigt.

### Bevölkerungsentwicklung
| Jahr | Einwohner |
| ---- | --------- |
| 1897 | 8.800     |
| 1926 | 16.300    |
| 1939 | 17.160    |
| 1959 | 30.184    |
| 1970 | 36.438    |
| 1979 | 44.019    |
| 1989 | 57.029    |
| 2002 | 62.923    |
| 2010 | 62.865    |

Anmerkung: Volkszählungsdaten (bis 1926 gerundet)

## Wirtschaft
Durch die Lage in der fruchtbaren Schwarzerderegion ist die Umgebung von Rossosch bis heute landwirtschaftlich geprägt, und in der Stadt dominiert die Nahrungsmittelindustrie mit je einem Fleisch- und Milchkombinat. Außerdem gibt es in Rossosch Betriebe der Düngemittel- und der Baustoffindustrie.

## Söhne und Töchter der Stadt
- Sergei Denissow (1909–1971), Generalleutnant
- Juri Dumtschew (1958–2016), Diskuswerfer
- Lew Lobodin (* 1969), Zehnkämpfer